# Steigen
Steigen è un comune norvegese della contea di Nordland.